# Aromadendron
Aromadendron is de naam van een geslacht van planten uit de Magnoliafamilie. De naam werd in 1825 door Carl Ludwig Blume geïntroduceerd. Al in 1866 reduceerde Henri Ernest Baillon het geslacht formeel tot een sectie van Magnolia, in subgenus Talauma. Sinds stamboomonderzoek met behulp van DNA-sequencing de verwantschappen binnen de familie Magnoliaceae verder heeft opgehelderd, is de status van Aromadendron als geslacht zeer onzeker geworden, en haar positie als sectie van Talauma ondergraven.
Sommige, vooral westerse, auteurs plaatsen de soorten uit de subfamilie Magnolioideae nu allemaal in één groot geslacht Magnolia, waarbij Aromadendron is gereduceerd tot niet meer dan een subsectie.
Andere, vooral Chinese, auteurs delen de subfamilie in een groot aantal kleine geslachten in, waarvan Aromadendron er dan één is, met ongeveer 5 soorten.
Aromadendron onderscheidt zich niet duidelijk van de andere taxa van de Magnolioideae. De reden om de groep apart te benoemen is dat de structuur van de verzamelvrucht lijkt op die van Talauma terwijl de overige kenmerken meer aan een Magnolia doen denken. Voor de taxonomische indeling, zie verder Magnolia.
De soorten uit dit geslacht (of deze subsectie) komen voor in de tropen van de Malesische regio in Zuidoost-Azië. Geen enkele soort is in Nederland en België winterhard.

## Historie van het geslacht
De naam die Carl Ludwig Blume aan het geslacht gaf is Latijn voor "geurende boom". De eerste vermelding van de naam Aromadendron is in Bijdragen tot de Flora van Nederlands Indië van 1825. Blume geeft hier een beschrijving van de bloem met opvallend veel smalle bloemdekbladeren en van de manier waarop de verzamelvrucht uit elkaar valt, op dezelfde manier als bij een Talauma. George Don nam het geslacht in 1831 op in zijn General History, Édouard Spach nam het in 1839 ook op in zijn overzicht van de familie en ook Friedrich Anton Wilhelm Miquel accepteerde in 1858 het geslacht. Bij George Bentham & Joseph Dalton Hooker was het geslacht in 1862 impliciet samengevoegd met Talauma en in 1866 reduceerde Henri Ernest Baillon het formeel tot een sectie van Magnolia, in subgenus Talauma. In 1922 herstelde Henry Nicholas Ridley het geslacht weer in ere en bij James Edgar Dandy vormde het een van de negen geslachten bij zijn nieuwe indeling van de tribus Magnolieae. Dandy's indeling is lange tijd op hoofdpunten overeind gebleven, totdat Hans Peter Nooteboom, die Dandy's werk na 1976 heeft voortgezet, begon aan een proces waarbij het aantal geslachten langzaamaan werd verkleind. Aromadendron was een van de eerste geslachten die aan deze reductie ten prooi vielen. Nooteboom reduceerde het geslacht, als subgenus Talauma sect. Aromadendron, tot Magnolia. Moleculaire data wezen later uit dat Aromadendron nauwer verwant is aan Michelia en Elmerrillia dan aan Talauma.

## Soorten
- Aromadendron elegans Blume = Magnolia elegans (Blume) H. Keng [typus]
- Aromadendron glaucum Korth. = Magnolia elegans (Blume) H. Keng
- Aromadendron nutans Dandy = Magnolia bintuluensis (A. Agostini) Noot. (subsect. Aromadendron maar de geldige naam is nooit in Aromadendron gepubliceerd)
- Aromadendron "ashtonii" Dandy ex P.F. Cockburn = Magnolia ashtonii Dandy ex Noot. (nooit formeel als Aromadendron gepubliceerd)
- Aromadendron "borneensis" Dandy ex P.F. Cockburn = Magnolia borneensis Noot. (nooit formeel als Aromadendron gepubliceerd)
- Magnolia pahangensis Noot. (subsect. Aromadendron maar nooit als Aromadendron gepubliceerd)
- Aromadendron oreadum (Diels) Kaneh. & Hatus. = Magnolia liliifera (L.) Baill. (subsect. Blumiana)
- Aromadendron baillonii (Pierre) Craib = Magnolia baillonii Pierre (subsect. Michelia)
- Aromadendron spongocarpum (King) Craib = Magnolia baillonii Pierre (subsect. Michelia)
- Aromadendron yunnanense Hu = Magnolia baillonii Pierre (subsect. Michelia)